# Vorderkaserklamm

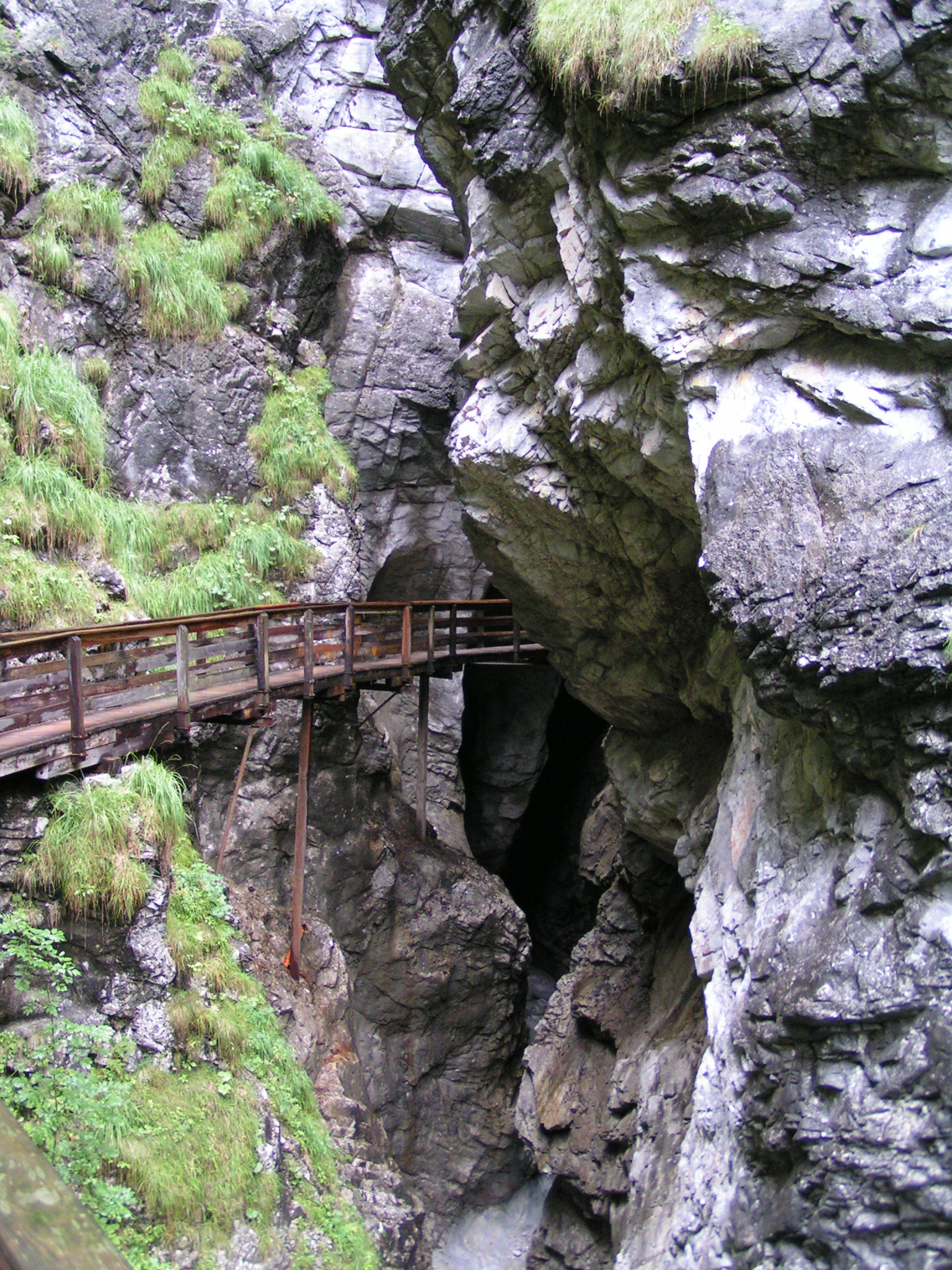
Sicherer Holzweg in die Vorderkaserklamm

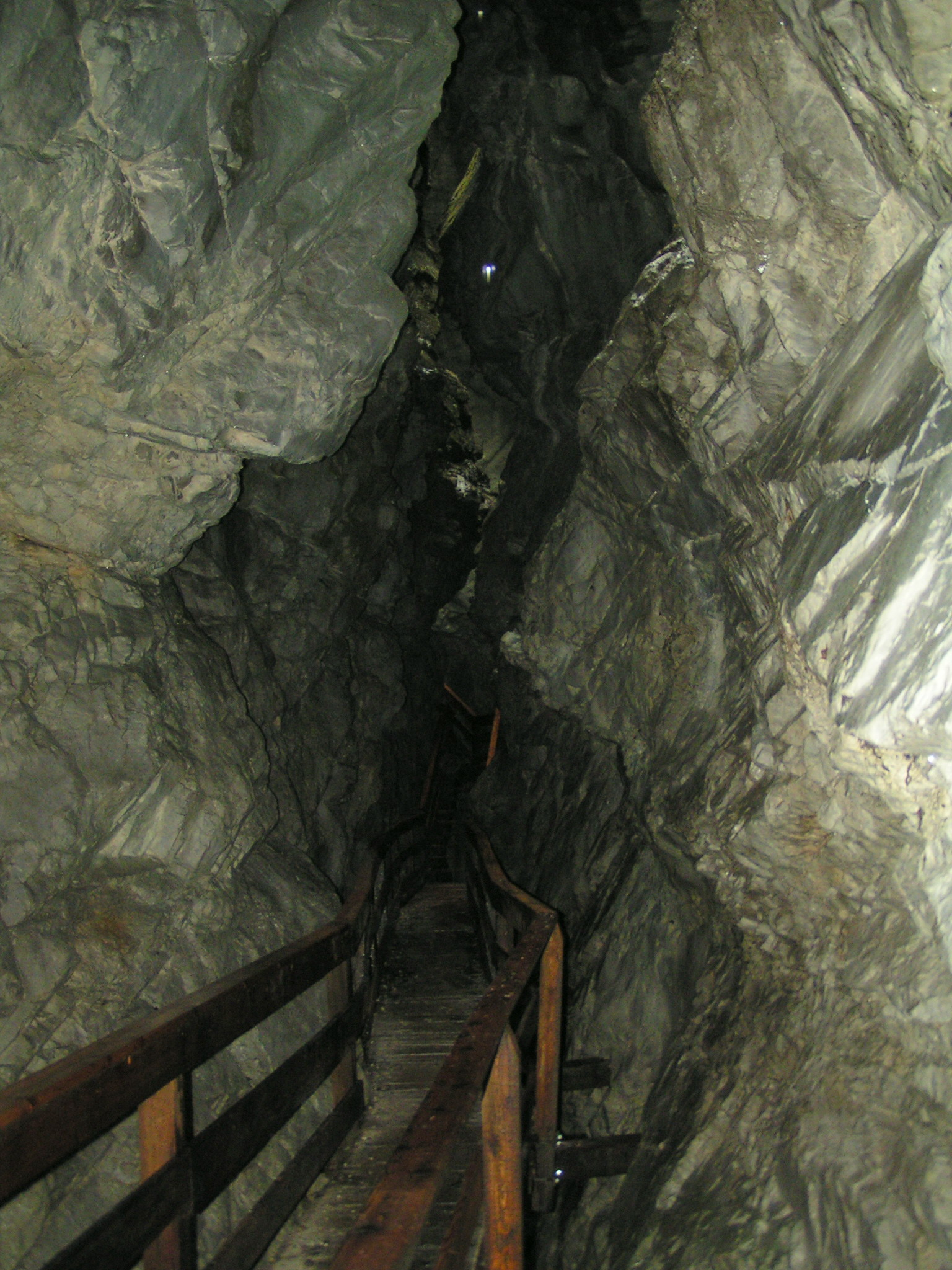
An einer engen Stelle – auch bei Tag ist es wegen der geringen Breite recht dunkel

Die Vorderkaserklamm ist eine in der Eiszeit entstandene Schlucht bei St. Martin bei Lofer und Weißbach bei Lofer (im Gemeindegebiet des ersteren) in den Loferer Steinbergen im Land Salzburg.
Die Vorderkaserklamm ist 400 m lang und 80 m tief. An den engeren Stellen misst sie gerade einmal 80 cm Breite, während sie sich nach oben auf bis zu 6 m öffnet. 

Es führen insgesamt 51 Holzstege mit 35 Stiegen und 373 Stufen hindurch.
Die erstmals 1882 begehbar gemachte Klamm wurde 1977 zum Naturdenkmal erklärt. Sie entstand durch das Wasser des Ödenbachs, der sich im Laufe der Jahrtausende tief in den Kalkstein hineingeschnitten hat. Auch heute noch vertieft er die Klamm um circa 6 mm pro Jahr.
Touristisch ist die in einem Naturschutzgebiet liegende Klamm gut erschlossen. So findet sich in der Nähe eine Jausenstation, ein Naturlehrpfad und einige sehenswerte Wanderwege. Auch sind sowohl die Seisenbergklamm als auch das Lamprechtsofenloch von hier aus leicht zu erreichen.